# Stargirl Interlude
«Stargirl Interlude» es una canción del cantante canadiense The Weeknd con la cantante estadounidense Lana Del Rey. Llamada un «interludio», la canción proviene del tercer álbum de estudio de The Weeknd, Starboy (2016). El título de la canción en sí es una referencia directa al personaje principal del álbum, Starboy, con la letra centrada en una contraparte femenina, llamada Stargirl. Escrita por Abel Tesfaye, Martin McKinney, Lana Del Rey y Timothy McKenzie, la producción estuvo a cargo de McKinney y Labrinth. Es la tercera de las cuatro colaboraciones entre los dos artistas, seguida de la canción principal, del quinto álbum de estudio de Lana Del Rey Lust for Life (2017).

## Antecedentes
Habiendo sido amigos desde 2012, Del Rey y The Weeknd habían colaborado previamente en su canción de 2015, «Prisoner», de su álbum, Beauty Behind the Madness. Después de esto, los dos colaboraron nuevamente en varias sesiones de estudio en 2015, lo que resultó en las pistas de Starboy «Stargirl Interlude» y «Party Monster», de las cuales Del Rey coescribió y fue vocalista sin acreditar.

## Rendimiento comercial
Después del lanzamiento de Starboy, varias de las pistas no individuales del álbum se estrenaron en numerosas listas de música, con «Stargirl» llegando a la posición número 61 en el Billboard Hot 100 de Estados Unidos y la 73 en la lista de sencillos del Reino Unido. La canción también apareció en la lista Billboard Hot R&B Songs, llegando al puesto número 21.

## Listas
| Lista (2016)                           | Mejor posición |
| -------------------------------------- | -------------- |
| Canadá (Canadian Hot 100)              | 51             |
| Países Bajos (Mega Single Top 100)     | 93             |
| Reino Unido (UK Singles Chart)         | 73             |
| Reino Unido (UK R&B Chart)             | 21             |
| Estados Unidos (Billboard Hot 100)     | 61             |
| Estados Unidos (Hot R&B/Hip-Hop Songs) | 21             |